# Durakovič
Pogostost priimka Durakovič je bila po podatkih Statističnega urada Republike Slovenije na dan 1. januarja 2010 manjša kot 5 oseb. 

## Znani nosilci priimka
- Davor Durakovič (*1981), hokejist